# Stanislav Tereba
Stanislav Tereba (Praga, 2 gennaio 1938 – 17 gennaio 2023) è stato un fotografo cecoslovacco, vincitore del World Press Photo of the Year 1958. La fotografia vincitrice che gli valse il premio ritraeva Miroslav Čtvrtníček, portiere dello Spartak Praga Sokolovo sotto la pioggia battente, durante una partita contro la CH Bratislava.
Iniziò a lavorare come fotografo professionista nel 1957 per la rivista cecoslovacca Vecerni Praha, dove rimase per trentaquattro anni come fotoreporter sportivo. Nel corso della sua carriera vinse numerosi altri riconoscimenti fra cui il premio per la migliore fotografia giornalistica cecoslovacca ed il premio premio in una mostra delle migliori cento fotografie sportive dell'anno.